# Соссюрея гнафалиевидная
Соссюрея гнафалиевидная, или Соссюрея сушеницевидная (лат. Saussurea gnaphalodes) —  вид многолетних трав семейства Астровые, или Сложноцветные (Asteraceae).

## Распространение
Произрастает на моренах, альпийских плато. Распространена на сыртах внутреннего Тянь-Шаня, в Киргизском, Алайском и Заалайском хребтах, на Памире.
Общее распространение: горы Средней Азии, Гималаи, Каракорум, Тибет, Куньлунь.

## Ботаническое описание
Многолетник, образующий небольшие дерновины или одиночные растения. Корень многоглавый или одноглавый. Корневище тонкое, густо усаженное бурыми остатками прошлогодних листьев, которые особенно густы при основании стебля. Стебли одиночные, короткие, неветвистые, густо олиственные, 1,5—6 см высотой. Листья ланцетные или продолговато обратно-лопатчатые, 0,4—1,0 см шириной, 2—4 см длиной, с обеих сторон беловойлочные, часто — серые, зубчатые, редко цельнокрайние, к созреванию плодов в значительной мере теряющие опушение.
Корзинки цветков тесно скучены на верху стебля в почти шаровидную головку. Листочки обёртки большей частью светлоокрашенные; наружные — продолговато яйцевидные или продолговатые, мохнатые от белых и рыжеватых или чёрных длинных спутанных волосков; внутренние — по периферии перепончатые, ланцетовидные, на верхушке заострённые, волосистые; волоски белые или почти чёрные. Цветоложе коротко щетинистое. Цветки розовые. Хохолок 6—8 мм длиной, буровато-красный или дымчатый, однорядный. Щетинки перистые.
Семянки 4—5 мм длиной, светлые, голые, гладкие. Цветёт в июле — августе; плодоносит в августе — сентябре.

## Таксономия
Saussurea gnaphalodes (Royle ex DC.) Sch. Bip., Linnaea 19: 331. 1847. 
Синонимы:
- Aplotaxis gnaphalodes Royle ex DC., 1838basionym
- Aplotaxis sorocephala Schrenk, 1841
- Haplotaxis sorocephala (Schrenk) Schrenk, 1843
- Saussurea sorocephala (Schrenk) Sch.Bip., 1846
- Saussurea sorocephala (Schrenk) Hook.f. & Thomson ex C.B.Clarke, 1876
- Theodorea gnaphalodes (Royle) Kuntze, 1891
- Saussurea gnaphalodes (Royle) Ostenf., 1922